# Arajik Geworkian
Arajik Geworkian (orm. Արայիկ Գևորգյան; ur. 22 stycznia 1973) – ormiański zapaśnik walczący w stylu wolnym. Trzykrotny olimpijczyk. Zajął piąte miejsce w Atlancie 1996; siódme w Sydney 2000 i ósme w Atenach 2004. Walczył w kategorii 68 – 74 kg.
Trzykrotny złoty medalista mistrzostw świata w latach 1995 – 1998. Zdobył sześć medali na mistrzostwach Europy, w tym złoty w 1997. Mistrz Europy juniorów w 1991 roku.